# Shun-ei Izumikawa
| 5239 Reiki         | 14 novembre 1990 |
| 27748 Vivianhoette | 9 gennaio 1991   |

Shun-ei Izumikawa (...) è un astronomo giapponese.
Il Minor Planet Center gli accredita la scoperta di due asteroidi, effettuate tra il 1990 e il 1991, entrambe in collaborazione con Osamu Muramatsu.